# Flughafen São Jorge

i7
i11
i13
Der Flughafen São Jorge (portugiesisch Aeroporto de São Jorge, IATA-Code: SJZ, ICAO-Code: LPSJ) ist ein Regionalflughafen auf der portugiesischen Azoreninsel São Jorge. Die einzige Linienfluggesellschaft, die den Flughafen São Jorge anfliegt, ist SATA Air Açores.